# カスミ (ポケットモンスター)
カスミは、ポケットモンスターに登場する架空のキャラクター。

## ゲームでの設定
ハナダシティジムのジムリーダー。みずタイプポケモンの使い手。勝利すると、ブルーバッジがもらえる。
『ファイアレッド・リーフグリーン』では、四天王のカンナに憧れているが、これは元々アニメ版の設定で、逆輸入されたもの。
『金・銀』『ハートゴールド・ソウルシルバー』では、恋人が出来たらしく、ジムそっちのけでデートをしている姿が見られるが、あまり良い彼氏とは言えない様子。
『ブラック2・ホワイト2』では、ポケモンワールドトーナメントに参加している。
『Let's Go!』では、ジム内のトレーナーはカスミの姉たちでテレビアニメ版と同名のサクラ・アヤメ・ボタン(3人とも水着のおとなのおねえさん)が登場する。
『ポケモンマスターズ』では主人公の仲間としてゲーム序盤から同行してくれる。担当声優は佐倉綾音。

### 服装・外見
『赤・緑・青』『ファイアレッド・リーフグリーン』ではビキニスタイルであるが、『ピカチュウ』では水着ではなくノースリーブのTシャツにショートパンツ姿である（アニメ版と同一）。
3年後の『金・銀』『ハートゴールド・ソウルシルバー』および『ブラック2・ホワイト2』では、髪が長くなり、縛っていた髪を下ろして、白い競泳水着に上着を羽織った容姿になっている。

### 使用ポケモン
ヒトデマンの進化系統にあるポケモン（ヒトデマン・スターミー）を使用する。
| 作品                                                          | 使用ポケモン                                                         | 備考                   |
| ------------------------------------------------------------- | -------------------------------------------------------------------- | ---------------------- |
| 『赤・緑・青・ピカチュウ』 『ファイアレッド・リーフグリーン』 | ヒトデマン・スターミー                                               |                        |
| 『ポケモンスタジアム2』（表）                                 | スターミー・タッツー・コダック・カメックス・ヒトデマン・パウワウ     |                        |
| 『ポケモンスタジアム2』（裏）                                 | スターミー・ナッシー・シードラ・ダグトリオ・カメックス・ジュゴン     |                        |
| 『金・銀』 『ハードゴールド・ソウルシルバー』                 | ゴルダック・ヌオー・ラプラス・スターミー                             |                        |
| 『ポケモンスタジアム金銀』（表）                              | スターミー・トゲチック・ゴルダック・キマワリ・ニョロゾ・ヌオー       | スターミーは必ず出す。 |
| 『ポケモンスタジアム金銀』（裏）                              | スターミー・プクリン・ニドクイン・デンリュウ・ハクリュー・ニョロトノ | スターミーは必ず出す。 |
| 『ハードゴールド・ソウルシルバー』（強化状態）                | スターミー・ランターン・フローゼル・ヌオー・ラプラス・ミロカロス     | エースはスターミー。   |
| 『ブラック2・ホワイト2』（カントーリーダーズトーナメント）    | スターミー・ゴルダック・アズマオウ・ラプラス・ヤドラン・カメックス   | エースはスターミー。   |
| 『ブラック2・ホワイト2』（ワールドリーダーズトーナメント）    | スターミー・ランターン・ブルンゲル・ラプラス・ヌオー・カメックス     | エースはスターミー。   |
| 『ブラック2・ホワイト2』（ダウンロードトーナメント）          | スターミー・ブルンゲル・アバゴーラ・スワンナ                         |                        |
| 『Let's Go! ピカチュウ・Let's Go! イーブイ』                  | コダック・スターミー                                                 | エースはスターミー     |
| 『Let's Go! ピカチュウ・Let's Go! イーブイ』（強化状態）      | ゴルダック、スターミー、ジュゴン、シャワーズ、ギャラドス             |                        |
| 『マスターズ』                                                | スターミー                                                           |                        |

| 作品                                                          | 作品                                                          | 使用ポケモン   | 使用ポケモン   | 使用ポケモン | 使用ポケモン | 使用ポケモン | 使用ポケモン | 使用ポケモン | 使用ポケモン | 使用ポケモン | 使用ポケモン | 使用ポケモン   | 使用ポケモン                              |
| 作品                                                          | 作品                                                          | ヒトデマン系統 | ヒトデマン系統 | タッツー系統 | コダック系統 | ウパー系統   | ゼニガメ系統 | ラプラス     | パウワウ系統 | ニョロモ系統 | プルリル系統 | チョンチー系統 | その他                                    |
| ------------------------------------------------------------- | ------------------------------------------------------------- | -------------- | -------------- | ------------ | ------------ | ------------ | ------------ | ------------ | ------------ | ------------ | ------------ | -------------- | ----------------------------------------- |
| 『赤・緑・青・ピカチュウ』 『ファイアレッド・リーフグリーン』 | 『赤・緑・青・ピカチュウ』 『ファイアレッド・リーフグリーン』 | ヒトデマン     | スターミー     |              |              |              |              |              |              |              |              |                |                                           |
| 『ポケモンスタジアム2』                                       | 表                                                            | ヒトデマン     | スターミー     | タッツー     | コダック     |              | カメックス   |              | パウワウ     |              |              |                |                                           |
| 『ポケモンスタジアム2』                                       | 裏                                                            |                | スターミー     | シードラ     |              |              | カメックス   |              | ジュゴン     |              |              |                | ナッシー ダグトリオ                       |
| 『金・銀』                                                    | 『金・銀』                                                    |                | スターミー     |              | ゴルダック   | ヌオー       |              | ラプラス     |              |              |              |                |                                           |
| 『ハードゴールド・ソウルシルバー』                            | 通常状態                                                      |                | スターミー     |              | ゴルダック   | ヌオー       |              | ラプラス     |              |              |              |                |                                           |
| 『ハードゴールド・ソウルシルバー』                            | 強化状態                                                      |                | スターミー     |              |              | ヌオー       |              | ラプラス     |              |              |              | ランターン     | フローゼル ミロカロス                     |
| 『ポケモンスタジアム金銀』                                    | 表                                                            |                | スターミー     |              | ゴルダック   | ヌオー       |              |              |              | ニョロゾ     |              |                | トゲチック キマワリ                       |
| 『ポケモンスタジアム金銀』                                    | 裏                                                            |                | スターミー     |              |              |              |              |              |              | ニョロトノ   |              |                | プクリン ニドクイン デンリュウ ハクリュー |
| 『ブラック2・ホワイト2』                                      | カントーリーダーズトーナメント                                |                | スターミー     |              | ゴルダック   |              | カメックス   | ラプラス     |              |              |              |                | アズマオウ ヤドラン                       |
| 『ブラック2・ホワイト2』                                      | ワールドリーダーズトーナメント                                |                | スターミー     |              |              | ヌオー       | カメックス   | ラプラス     |              |              | ブルンゲル   | ランターン     |                                           |
| 『ブラック2・ホワイト2』                                      | ダウンロードトーナメント                                      |                | スターミー     |              |              |              |              |              |              |              | ブルンゲル   |                | アバゴーラ スワンナ                       |
| 『Let's Go! ピカチュウ・Let's Go! イーブイ』                  | 通常状態                                                      |                | スターミー     |              | コダック     |              |              |              |              |              |              |                |                                           |
| 『Let's Go! ピカチュウ・Let's Go! イーブイ』                  | 強化状態                                                      |                | スターミー     |              | ゴルダック   |              |              |              | ジュゴン     |              |              |                | シャワーズ ギャラドス                     |

## アニメでの設定
主人公サトシの旅に同行する。初代ヒロイン。担当声優は飯塚雅弓。

## 電撃!ピカチュウでの設定
細部の違いはあるが、「美人四姉妹の末っ子」などほぼアニメと同様の設定となっている。詳細は「電撃!ピカチュウ」を参照